# Kričići-Jejići
Kričići-Jejići es un pueblo de la municipalidad de Dobretići, en el cantón de Bosnia Central, Bosnia y Herzegovina.

## Superficie
Posee una superficie de 5,52 kilómetros cuadrados.

## Demografía
Hasta 2013 la población era de 37 habitantes, con una densidad de población de 6,7 habitantes por kilómetro cuadrado.